# Lípa pod Úhoštěm
Lípa pod Úhoštěm je památný strom lípa malolistá (Tilia cordata) u Kadaňské Jeseně, části města Kadaň v okrese Chomutov v Ústeckém kraji.
Roste v Doupovských horách na k. ú. Úhošťany v nadmořské výšce 380 m na severovýchodním úpatí vrchu Úhošť.

## Základní údaje
Obvod kmene měří 560 cm, koruna stromu dosahuje do výšky 17 metrů (měření 2009). V roce 2009 bylo stáří stromu odhadováno na 300 let.
Lípa je chráněna od roku 1983 jako strom s významným vzrůstem.

## Stromy v okolí
- Úhošťanská lípa
- Svatohavelská lípa
- Sládečkův dub